# 満腹ボクサー徳川。
『満腹ボクサー徳川。』（まんぷくボクサーとくがわ）は、日高建男による日本の漫画作品である。『週刊コミックバンチ』（新潮社）第59号（2002年8月23日・8月30日号）から第172号（2005年1月7日号）まで連載されたボクシング漫画である。単行本は全11巻。全109話。話数は「FIGHT」で数えられる。11巻で完結であるが、作者は11巻において「東洋タイトル編」が一応終了であり、いずれ「世界編」をどこかでやりたい、と語っている。

## 主な登場人物
徳川貴作（とくがわ きさく）
本作の主人公。
西郷会長（さいごうかいちょう）
徳川が所属するジムの会長。
泉ジョージ（いずみ ジョージ）
日本ボクシング協会コミッショナー。秘かな徳川のファン。
ボブ・ヘイズJr
アトランタ五輪スーパーヘビー級銀メダリスト。軍曹。
古田（ふるた）
西郷ジムで練習するボクシングマニアの高校生。
石井戸良和（いしいど よしかず）
正剛会館館長。S-1主催者。ボブ・ヘイズと徳川の対戦を画策する。
桧垣俊介（ひがき しゅんすけ）
徳川のジムの後輩。日本S・ウェルター級チャンプ。
藤堂省吾（とうどう しょうご）
世界クルーザー級1位のボクサー。徳川にライバル心を持つ。
加藤琢己（かとう たくみ）
S-1ヘビー級選手。もう1人のエコノミーラインの使い手。
市川三郎（いちかわ さぶろう）
定年間近のヘビー級選手。
荒巻雄之介（あらまき ゆうのすけ）
新人ながら天才的なスピードを持つ頭脳派ファイター。
マーカス・カマリ
ヘビー級として恵まれた体格と破壊力を持つS-1戦士。
エリエセール・バロス
神の拳と謳われる強烈無比な左を持つ現役世界ランカー。
モーゼス・イレワ
全てが規格外の怪物ボクサー。東洋太平洋ヘビー級王者。

## 単行本
- 日高建男 『満腹ボクサー徳川。』 新潮社〈バンチコミックス〉、全11巻
  1. 2003年1月15日発行、2003年1月9日発売 ISBN 4-10-771060-2
  2. 2003年4月15日発行、2003年4月9日発売 ISBN 4-10-771082-3
  3. 2003年6月15日発行、2003年6月9日発売 ISBN 4-10-771095-5
  4. 2003年8月15日発行、2003年8月9日発売 ISBN 4-10-771107-2
  5. 2003年11月15日発行、2003年11月8日発売 ISBN 4-10-771121-8
  6. 2004年2月15日発行、2004年2月9日発売 ISBN 4-10-771136-6
  7. 2004年5月15日発行、2004年5月8日発売 ISBN 4-10-771150-1
  8. 2004年8月15日発行、2004年8月9日発売 ISBN 4-10-771166-8
  9. 2004年10月15日発行、2004年10月9日発売 ISBN 4-10-771178-1
  10. 2005年1月15日発行、2005年1月8日発売 ISBN 4-10-771194-3
  11. 2005年2月15日発行、2005年2月9日発売 ISBN 4-10-771199-4